# Spółgłoska półotwarta wargowo-zębowa bezdźwięczna
Spółgłoska półotwarta wargowo-zębowa bezdźwięczna – rodzaj dźwięku spółgłoskowego występujący w językach naturalnych. W międzynarodowej transkrypcji fonetycznej IPA oznaczany jest symbolem [ʋ̥].

## Artykulacja
W czasie artykulacji podstawowego wariantu [ʋ]:
- modulowany jest prąd powietrza wydychanego z płuc, czyli artykulacja tej spółgłoski wymaga inicjacji płucnej i egresji,
- tylna część podniebienia miękkiego zamyka dostęp do jamy nosowej, prąd powietrza uchodzi przez jamę ustną
- prąd powietrza w jamie ustnej przepływa ponad całym językiem lub przynajmniej powietrze uchodzi wzdłuż środkowej linii języka
- dolna warga kontaktuje się z górnymi siekaczami, tworząc przewężenie. Przewężenie to jest na tyle szerokie, że masy powietrza wydychanego z płuc przepływają stosunkowo swobodnie i wolno, nie wytwarzając szumu.
- więzadła głosowe nie drgają, spółgłoska ta jest bezdźwięczna.

## Przykłady
| Język                                            | Słowo | MAF   | Znaczenie |       |
| ------------------------------------------------ | ----- | ----- | --------- | ----- |
| południowoafrykańska odmiana języka angielskiego | fair  | [ʋ̥eː] | jarmark   | [ 1 ] |